# Campeonato Mundial de Triatlo de 2001
O Campeonato Mundial de Triatlo de 2001 foi a 13.ª edição do evento máximo do triatlo. Aconteceu em Edmonton, Canadá no dia 22 de julho, organizado pela International Triathlon Union (ITU). 

## Resultados
| Evento    | Ouro                          | Prata                       | Bronze                         |
| --------- | ----------------------------- | --------------------------- | ------------------------------ |
| Masculino | Peter Robertson · Austrália   | Chris Hill · Austrália      | Craig Watson · Nova Zelândia   |
| Feminino  | Siri Lindley · Estados Unidos | Michellie Jones · Austrália | Joanna Zeiger · Estados Unidos |